# NEW-S
『NEW-S』（ニュース）は、T-SQUARE16枚目のアルバム。
1991年3月21日にリリース。

## 解説
スクェア16枚目のアルバム。全10曲入。
デビューからのサクソフォーン奏者・伊東たけしの退団後、本田雅人が入団した初のアルバム。
ジャズ・ファンク色の強い音楽を得意としていた本田のプレイと楽曲が前面に出ている。
本田が作曲した1曲目「MEGALITH」4曲目「LITTLE LEAGUE STAR」10曲目「WHEN I THINK OF YOU」の3曲はどれもスクェアに新しい息吹を吹き込む。特に「MEGALITH」はそれまでのスクェアのイメージを覆したという曲で、ファンを大きく驚かせ、伊東退団でスクェアはどうなるというファンの不安を吹き飛ばすことに成功した（MEGALITHショック）。「instrumental pops」というスクェアの音楽に1960年代・1970年代フュージョンのようなテイストを加え既に確立したスクェアのスタイルを堅持した難曲で、同時に本田在籍時の代名詞的な楽曲。
また、他楽曲も生ストリングスを導入したボサノバ・スタイルやビッグバンドスタイルなど、フロントに本田を想定した創りで、前作『NATURAL』スタイルは伊東のソロアルバムに継承された形となっている。
本作は楽曲に於いてソプラノ・サックスが使われ、前作までのEWIを使用する楽曲は相対的に少なくなっている。
本作収録曲の一部はアルバム発売の1ヶ月前、2月25日に行われた伊東、本田の歓送迎ライブ「FAREWELL & WELCOME」にて先行披露された。
初回限定盤は、T-SQUAREのロゴをCDケースにダイレクトプリント。
9曲目「ROMANTIC CITY」は、シングル『RISE』にカップリングとして収録。

## 収録曲
1. MEGALITH - 本田雅人作曲
2. ガーティの夢 - 安藤まさひろ作曲
3. 真夏のためいき - 安藤まさひろ作曲
4. LITTLE LEAGUE STAR - 本田雅人作曲
5. YOUR RESTLESS EYES - 安藤まさひろ作曲
6. MIDNIGHT CIRCLE - 和泉宏隆作曲
7. THE SUMMER OF '68 - 和泉宏隆作曲
8. NAB THAT CHAP!! - 須藤満作曲
9. ROMANTIC CITY - 安藤まさひろ作曲
10. WHEN I THINK OF YOU - 本田雅人作曲

## ミュージシャン
- T-SQUARE
  - 安藤まさひろ - ACOUSTIC AND ELECTRIC GUITARS AND PROGRAMMING
  - 和泉宏隆 - ACOUSTIC AND MIDI PIANO, SYNTHESIZERS AND PROGRAMMING
  - 則竹裕之 - DRUMS AND PERCUSSION
  - 須藤満 - BASSES
  - 本田雅人 - SAXOPHONES, EWI AND PROGRAMMING
- ADDITIONAL MUSICIANS
  - STEVE REID - CONGAS, PERCUSSION AND SOUNDSCAPE（#1, #2, #5, #6, #7, #8, #10）
  - 荒木敏男 - TRUMPET（#1, #3, #4, #6）
  - 小林正弘 - TRUMPET（#1, #3, #4, #6, #8, #9）
  - 菅坂雅彦 - TRUMPET（#8, #9）
  - 山本拓夫 - TENOR SAXOPHONE（#1, #3, #4, #6）
  - 村田陽一 - TROMBONE（#4, #6, #8, #9）
  - 中西俊博グループ - STRINGS（#10）
  - 辻伸夫：Programming of Synthesizer
  - 七夕真由美：Programming of Synthesizer